# Casper Ware
Pour les articles homonymes, voir Casper et Ware.
Casper Ware II, né le 17 janvier 1990 à Cerritos (Californie), est un joueur américain professionnel de basket-ball. Il évolue au poste de meneur.

## Carrière

### Carrière universitaire
Durant sa carrière universitaire, il joue pour les 49ers de Long Beach State.

### Carrière professionnelle
Non drafté, il rejoint les Pistons de Détroit pour participer à la NBA Summer League 2012.

#### Débuts professionnels en Italie (2012-2014)
En août 2012, il signe son premier contrat professionnel avec l'A.S. Junior Pallacanestro Casale en LegaDue, la deuxième division d'Italie. Il est nommé MVP de la saison dans ce championnat où il termine avec des moyennes de 20,6 points, 3,8 rebonds et 4,8 passes décisives par match.
En août 2013, il signe un contrat d'un an avec la Virtus Bologne. Le 10 mars 2014, il quitte le club italien.

#### Premiers pas en NBA (2014)
Le 24 mars 2014, il signe un contrat de 10 jours avec les Sixers de Philadelphie,. Le 27 mars, lors de son deuxième match avec les Sixers, il marque ses premiers points en NBA. En 22 minutes de jeu, il marque sept points, distribue deux passes décisives, intercepte deux ballons et prend un rebond lors de la victoire des siens 98 à 120 contre les Rockets de Houston,.
Le 4 avril, il signe un second contrat de 10 jours avec les Sixers. Le 15 avril, il est prolongé jusqu'à la fin de la saison avec les Sixers,.

### Après la NBA
Après l'invasion de l'Ukraine par la Russie en février 2022, plusieurs joueurs occidentaux quittent le CSKA Moscou. En mars 2022, Ware rejoint le CSKA pour pallier ces départs.

## Clubs successifs
- 2012-2013 :  Casale Monferrato (LegaDue)
- 2013-2014 :
  -  Virtus Bologne (LegA)
  -  76ers de Philadelphie (NBA)
- 2014-2015 :  EWE Baskets Oldenburg (Bundesliga)
- 2015-2016 : 
  -  Tianjin Ronggang Gold Lions (CBA)
  -  ASVEL Lyon-Villeurbanne (Pro A)
- 2016-2017 :
  -  Melbourne United (NBL)
  -  ASVEL Lyon-Villeurbanne (Pro A)
- 2017-2019 :  Melbourne United (NBL)
- 2019 :  Stal Ostrów Wielkopolski (PLK)
- 2019-2021 :  Sydney Kings (NBL)
- 2021-2022 :  Ienisseï Krasnoïarsk (VTB United League)
- depuis 2022 :  CSKA Moscou (VTB United League)

## Records en carrière
Les records personnels de Casper Ware, officiellement recensés par la NBA sont 
| Type statistique            | Saison régulière | Saison régulière      | Saison régulière |
| Type statistique            | Record           | Adversaire            | Date             |
| --------------------------- | ---------------- | --------------------- | ---------------- |
| Points en un match          | 10               | @ Heat de Miami       | 16 avril 2014    |
| Paniers marqués en un match | 4                | 2 fois                |                  |
| Paniers tentés en un match  | 10               | @ Rockets de Houston  | 27 mars 2014     |
| Lancers francs réussis      | 2                | 2 fois                |                  |
| Lancers francs tentés       | 2                | 3 fois                |                  |
| Paniers à 3 points réussis  | 2                | 2 fois                |                  |
| Paniers à 3 points tentés   | 6                | @ Rockets de Houston  | 27 mars 2014     |
| Rebonds offensifs           |                  |                       |                  |
| Rebonds défensifs           | 4                | Pistons de Détroit    | 29 mars 2014     |
| Rebonds totaux              | 4                | Pistons de Détroit    | 29 mars 2014     |
| Passes décisives            | 3                | Pistons de Détroit    | 29 mars 2014     |
| Interceptions               | 2                | 3 fois                |                  |
| Contres                     | 2                | @ Kings de Sacramento | 2 janvier 2014   |
| Balles perdues              | 1                | 5 fois                |                  |
| Minutes jouées              | 23               | @ Rockets de Houston  | 27 mars 2014     |

- Double-double : 0 (au 16/04/2014)
- Triple-double : 0

## Palmarès

### Distinctions personnelles
- Legadue Basket MVP (2013)
- 2x Big West Player of the Year (2011–2012)
- 3x First team All-Big West Conference (2010–2012)
- 2x AP Honorable mention All-American (2011–2012)
- MVP des finales Pro A 2016

### Palmarès
- Champion de France 2016
- Champion d'Australie 2018

## Vie privée
Ware est le fils de Casper Sr. et Autheia Ware. Il a un diplôme dans le domaine de la communication.